# NGC 4469
NGC 4469 (również PGC 41164 lub UGC 7622) – galaktyka spiralna z poprzeczką (SB0-a), znajdująca się w gwiazdozbiorze Panny. Odkrył ją William Herschel 15 kwietnia 1784 roku. Należy do gromady w Pannie.